# 河野良坪
河野 良坪（こうの りょうへい）は、日本の建築生産・建築環境工学者。大阪工業大学工学部建築学科教授。工学博士（東京大学）。日本建築学会環境工学委員会換気・通風小委員会委員。空気調和・衛生工学会近畿支部広報・情報委員会委員長。
専門は、建築環境工学・建築生産/建築設備（IoT活用含む）、流体力学・流体解析(CFD)、ビルディングシミュレーション・BIMなど。

## 経歴
早稲田大学理工学部建築学科卒業。2006年東京大学大学院工学系研究科建築学博士課程修了、工学博士（東京大学）。
東京大学生産技術研究所研究員、2008年東京大学特任助教などを経て、2011年大阪工業大学工学部建築学科に着任。同学科准教授を経て、2024年同学科教授。
主な所属学会は、日本建築学会、空気調和・衛生工学会、日本都市計画学会、日本ヒートアイランド学会、日本流体力学会など。主な著書は、「エコ住宅・エコ建築の考え方・進め方」（共著、オーム社 2012、学術書）。

## 主な研究
- 建築環境CAEツールにおけるBIM連携化とCFDパーツ化に関する研究開発[4]
- IoT連携CFDによる室内空調システムの構築検討
- 都市型スマートウェルネス庁舎における環境配慮技術に関する研究
- 流体解析ソフトによる逆解析を用いた駅舎計画の最適設計手法の提案
- アルゴリズムを用いた集合住宅の設計手法の提案と環境性能評価(CASBEE)
- 通風を考慮した実住宅群の配置・形状計画に関する逆解析の適用
- 人工太陽装置を用いた開口部の入射角特性に関する測定方法の確立
- 地下街における火災発生時の煙流動と連動した避難計画に関する研究
- Simulation-drivenに基づく建物形状最適化に関する研究[5] - 鹿島建設技術研究所との共同研究